# هری استورر
هری استورر (به انگلیسی: Harry Storer) بازیکن فوتبال زادهٔ ۲ فوریه ۱۸۹۸ اهل کشور انگلستان که سابقهٔ بازی در تیم ملی فوتبال انگلستان را در کارنامهٔ خود دارد. وی در تاریخ ۱۷ مه ۱۹۲۴ نخستین بازی ملی خود را در مقابل تیم ملی فوتبال فرانسه انجام داد و با حضور در ۲ بازی ملی، در تاریخ ۲۲ اکتبر ۱۹۲۷ واپسین بازی ملی‌اش را در برابر تیم ملی فوتبال ایرلند شمالی برگزار کرد.
این بازیکن توانسته در بازی‌های ملی، ۱ گل به ثمر برساند.